# Pehserut
Pehserut is een bestuurslaag in het regentschap Nganjuk van de provincie Oost-Java, Indonesië. Pehserut telt 3066 inwoners (volkstelling 2010).